# Gronowo Elbląskie (gmina)
Pour les articles homonymes, voir Gronowo.
Gronowo Elbląskie est une gmina rurale du powiat de Elbląg, Varmie-Mazurie, dans le nord de la Pologne. Son siège est le village de Gronowo Elbląskie, qui se situe environ 7 km à l'ouest d'Elbląg et 86 km au nord-ouest de la capitale régionale Olsztyn.
La gmina couvre une superficie de 89,2 km2 pour une population de 4 875 habitants.

## Géographie
La gmina inclut les villages de Błotnica, Czarna Grobla, Dworki, Fiszewo, Gajewiec, Gronowo Elbląskie, Jasionno, Jegłownik, Karczowiska Górne, Kopanka Druga, Kopanka Pierwsza, Mechnica, Mojkowo, Nogat, Nowy Dwór Elbląski, Oleśno, Różany, Rozgart, Sporowo, Szopy, Wikrowo et Wiktorowo.
La gmina borde les gminy de Elbląg, Markusy, Nowy Dwór Gdański et Stare Pole.